# ادیگونداناهالی
ادیگونداناهالی (به انگلیسی: Adigondanahalli) یک روستا در هند است که در کارناتاکا واقع شده‌است.

## خصوصیات
ادیگونداناهالی ۱٬۷۵۰ نفر جمعیت دارد.